# 李宗理
李宗理（1908年—？年），字梅君。湖南省湘潭縣姜畲鄉煙山胡家老屋人。民國37年（1948年）在青島市選區當選第一屆立法委員

## 生平[3]
- 湖南大學中文系畢業
- 1935年，任第二十四師政訓處少校處員
- 1938年，中央組織部軍隊黨務處考核科科長[4]
- 1939年，任軍事委員會政治部第三補訓總處政治部主任[5]、政訓處中校秘書
- 1941年，任湘鄂川黔邊區緩靖總指揮部政訓處秘書
- 1943年，任沅陵稅務局局長
- 1946年春，任第二緩靖區司令部少將秘書主任、參議
- 晃縣《中國晨報》、沅陵《力報》社長
- 民國37年，當選立法委員，曾出席第一屆立法院第一會期財政及金融委員會、社會委員會、法制委員會。
- 民國40年，奉令通緝註銷名籍[6]
- 1950年代後，留居香港，在九龍辦養雞場生生農場[7]，參加第三勢力，為中國自由民主戰鬥同盟政治組副組長[8]